# Чёрная (нижний приток Томи)
Чёрная — река в России, протекает по Томскому району Томской области и ЗАТО Северск. Устье реки находится в 22 км по правому берегу реки Томь, в деревне Орловка. Длина реки составляет 39 км.

## Данные водного реестра
По данным государственного водного реестра России относится к Верхнеобскому бассейновому округу, водохозяйственный участок реки — Томь от города Кемерово и до устья, речной подбассейн реки — Томь. Речной бассейн реки — (Верхняя) Обь до впадения Иртыша.